# Hildebrandtia austinii
Hildebrandtia austinii är en vindeväxtart som beskrevs av G.W. Staples. Hildebrandtia austinii ingår i släktet Hildebrandtia och familjen vindeväxter. Inga underarter finns listade i Catalogue of Life.